# Amphoe Kut Chum
Amphoe Kut Chum (in Thai อำเภอ กุดชุม) ist ein Landkreis (Amphoe – Verwaltungs-Distrikt) in der Provinz Yasothon. Die Provinz Yasothon liegt im östlichen Teil der Nordostregion von Thailand, dem so genannten Isan.

## Geographie
Benachbarte Bezirke (von Nordosten im Uhrzeigersinn): die Amphoe Loeng Nok Tha, Thai Charoen, Pa Tio, Mueang Yasothon und Sai Mun in der Provinz Yasothon, sowie an die Amphoe Selaphum und Nong Phok der Provinz Roi Et.

## Geschichte
Das Dorf Kut Chum wurde 1912 gegründet. Ein „Zweigkreis“ (King Amphoe) Kut Chum wurde am 1. August 1961 eingerichtet, indem die vier Tambon Non Pueai, Phai (welcher 1978 zum Amphoe Sai Mun kam), Phon Ngan und Kammaet vom Amphoe Yasothon abgetrennt wurden.
Am 17. Juli 1963 wurde der Kleinbezirk zum Amphoe der Provinz Ubon Ratchathani heraufgestuft. 
Als die Provinz Yasothon von Ubon Ratchathani abgetrennt und selbständige Provinz wurde, war Kut Chum einer der Tambon, die der neuen Provinz zugeordnet wurden.

## Verwaltung

### Provinzverwaltung
Der Landkreis Kut Chum ist in neun Tambon („Unterbezirke“ oder „Gemeinden“) eingeteilt, die sich weiter in 125 Muban („Dörfer“) unterteilen.
| Nr. | Name          | Thai     | Muban | Einw.  |
| --- | ------------- | -------- | ----- | ------ |
| 01. | Kut Chum      | กุดชุม     | 21    | 13.208 |
| 02. | Non Pueai     | โนนเปือย  | 0-    | 07.072 |
| 03. | Kammaet       | กำแมด    | 0-    | 09.854 |
| 04. | Na So         | นาโส่     | 0-    | 04.206 |
| 05. | Huai Kaeng    | ห้วยแก้ง   | 0-    | 06.016 |
| 06. | Nong Mi       | หนองหมี   | 12    | 04.614 |
| 07. | Phon Ngam     | โพนงาม   | 0-    | 09.273 |
| 08. | Kham Nam Sang | คำน้ำสร้าง | 02    | 04.713 |
| 09. | Nong Nae      | หนองแหน  | 0-    | 07.396 |

Hinweis: Die Daten der Muban liegen zum Teil noch nicht vor.

### Lokalverwaltung
Es gibt eine Kommune mit „Kleinstadt“-Status (Thesaban Tambon) im Landkreis:
- Kut Chum Phatthana (Thai: เทศบาลตำบลกุดชุมพัฒนา), bestehend aus Teilen der Tambon Kut Chum und Non Pueai.

Außerdem gibt es neun „Tambon-Verwaltungsorganisationen“ (องค์การบริหารส่วนตำบล – Tambon Administrative Organizations, TAO):
- Kut Chum (Thai: องค์การบริหารส่วนตำบลกุดชุม)
- Non Pueai (Thai: องค์การบริหารส่วนตำบลโนนเปือย)
- Kammaet (Thai: องค์การบริหารส่วนตำบลกำแมด)
- Na So (Thai: องค์การบริหารส่วนตำบลนาโส่)
- Huai Kaeng (Thai: องค์การบริหารส่วนตำบลห้วยแก้ง)
- Nong Mi (Thai: องค์การบริหารส่วนตำบลหนองหมี)
- Phon Ngam (Thai: องค์การบริหารส่วนตำบลโพนงาม)
- Kham Nam Sang (Thai: องค์การบริหารส่วนตำบลคำน้ำสร้าง)
- Nong Nae (Thai: องค์การบริหารส่วนตำบลหนองแหน)